# هانس هولاين

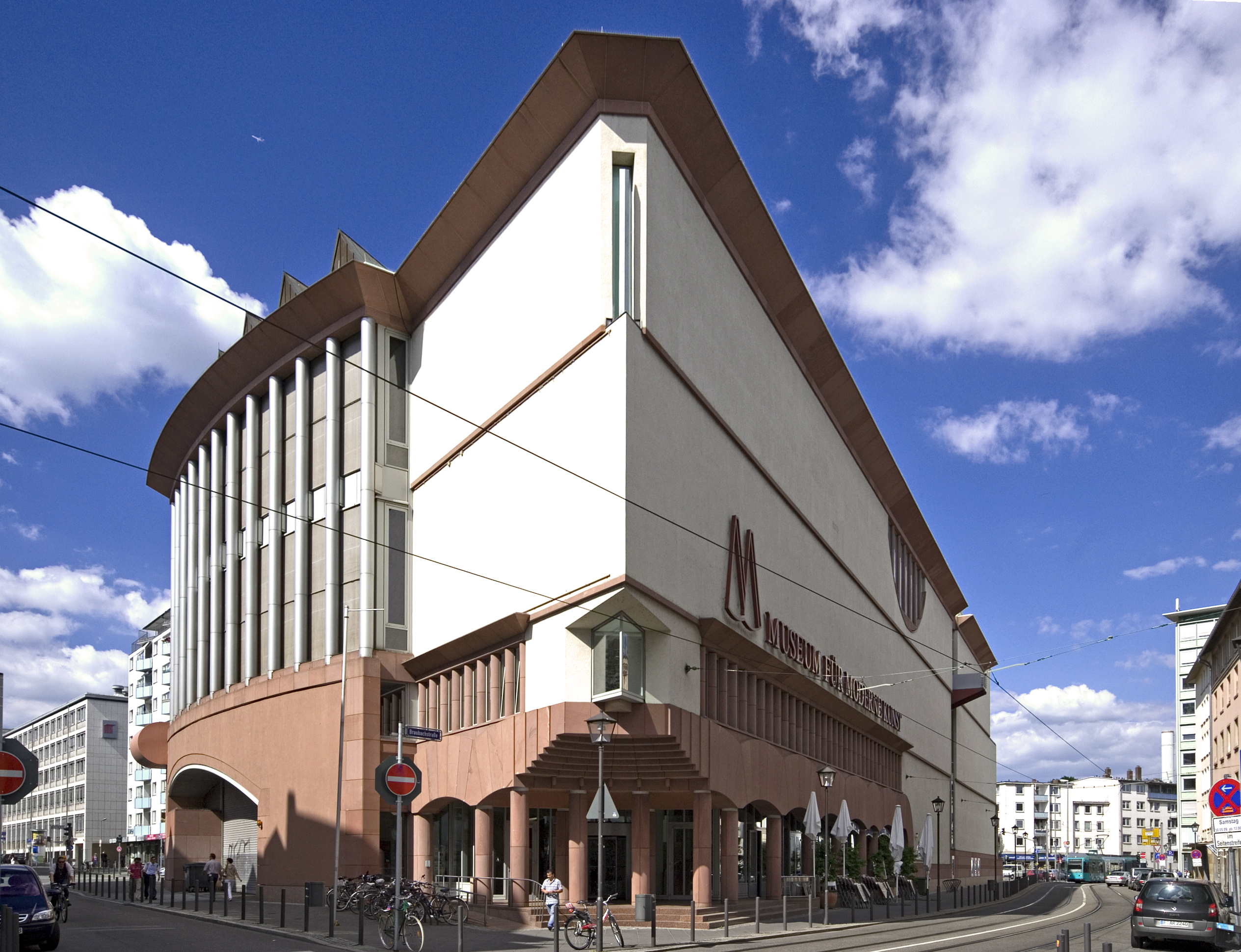
إحدى أعمال هانز هولين 1991م

هانس هولاين (بالألمانية: Hans Hollein)‏ من أشهر المعماريين من مواليد 1934 النمسا.
الحياة والعمل
ولد هانز هولاين في فيينا عام 1934 ودرس في أكاديمية يليد للفنون في فيينا كما درس في الولايات المتحدة الأمريكية في معهد يلمن يمس للتكنولوجيا في عامي 1958 - 1959 وحصل على الأستاذية في العمارة من جامعة كاليفورنيا في عام 1960 وعمل في مكاتب معمارية مختلفة في النمسا و أمريكا و السويد و ألمانيا بين 1960 إلى 1946 وفي النهاية أستقر في فيينا ولقد عين رئيساً BAU عام 1965 وأستاذا لأكاديمية الفنون في دوسلدورف - ألمانيا الغربية 1970. [1]
أهم الأعمال والمعارض
- 1991-1987 : MMK ,فرانكفورت

from west (Maintower) 1964-1965 : Retti candle shop, فيينا Photo
1972 : Schullin Jewellery shop, فينا
1972-1982 : Abteiberg Museum Mönchengladbach
1983 : Rauchstrasse in برلين
1987-1991 : Museum für Moderne Kunst in Frankfurt am Main
1990 : Haas-Haus في فيينا
1992-2002 : Niederösterreichisches Landesmuseum, St. Pölten (النمسا)
1996-2001 : السفارة النمساوية في برلين Photos
1997-2002 : Centrum Bank in Valduz (Austria) in collaboration with Bargetze+Partner
```
1997-2002 : Vulcania - European Centre of Vulcanology in Auvergne (فرنسا) Photos
Albertina (Vienna) 
```

Hilton hotel, Vienna
Interbank Headquarters in Lima
Office blocks at the Donaukanal, Vienna
Guggenheim
Ganztagsschule, Vienna
Glass and Ceramics house, Teheran, Iran
Feigen Gallery, New York
جوائز
```
جائزة رينولد التذكارية 1966 و1984 
```

Großer Österreichischer Staatspreis 1983
جائزة پريتسكر 1985
Österreichisches Ehrenzeichen für Wissenschaft und Kunst 1990
Ehrenmedaille der Bundeshauptstadt Wien in Gold

## معرض صور

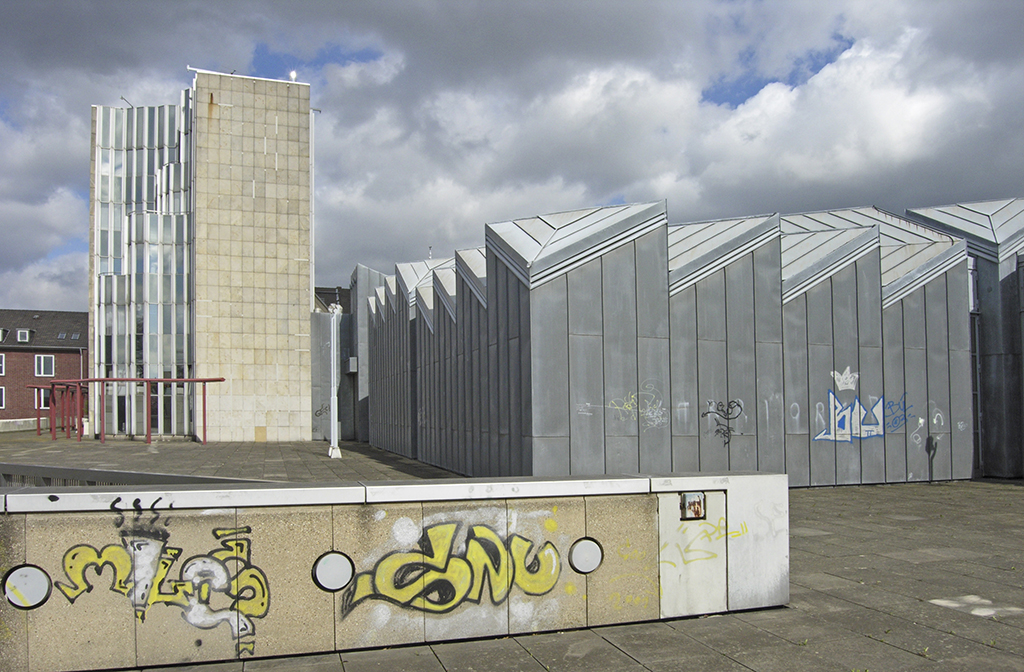
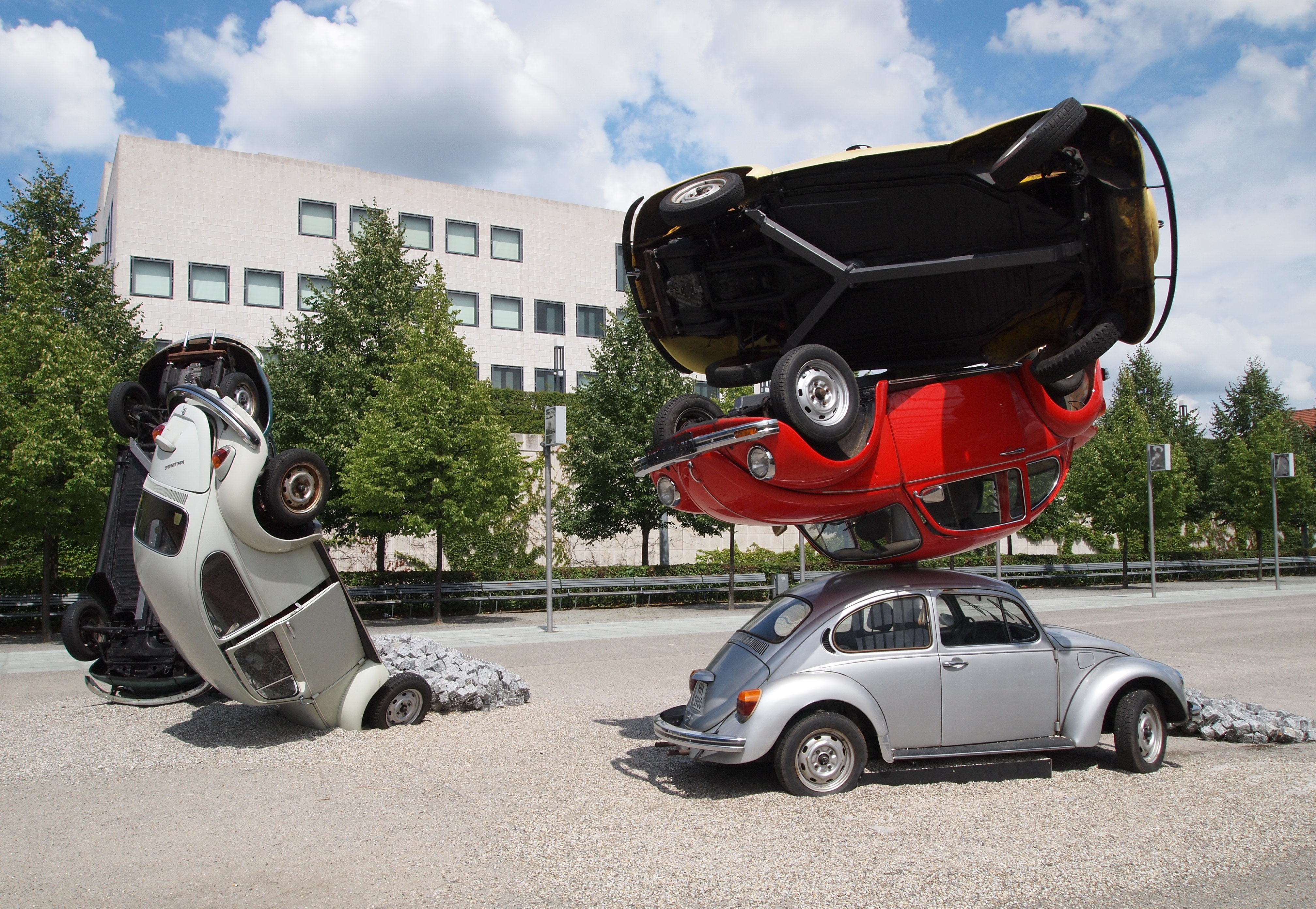
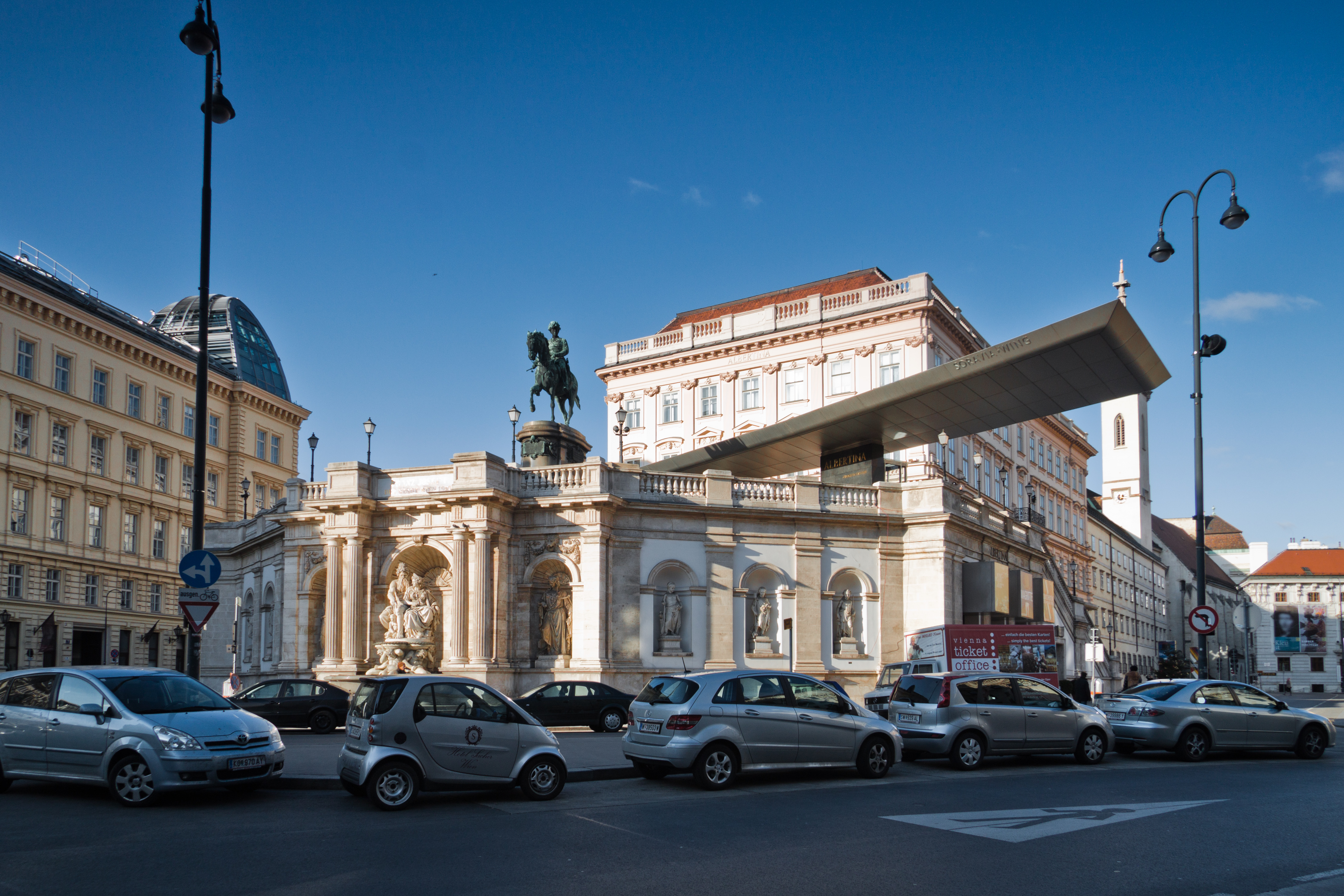
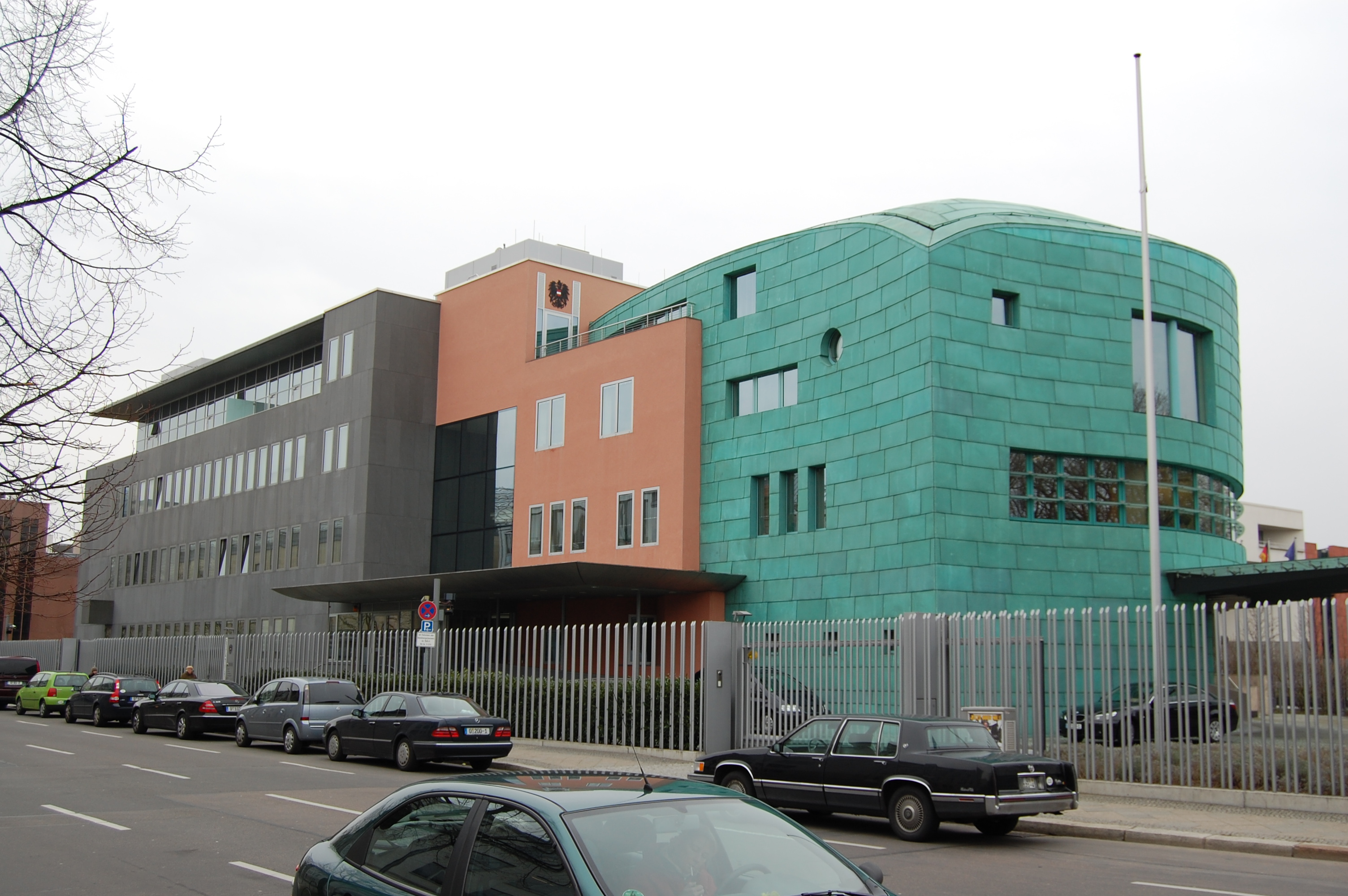
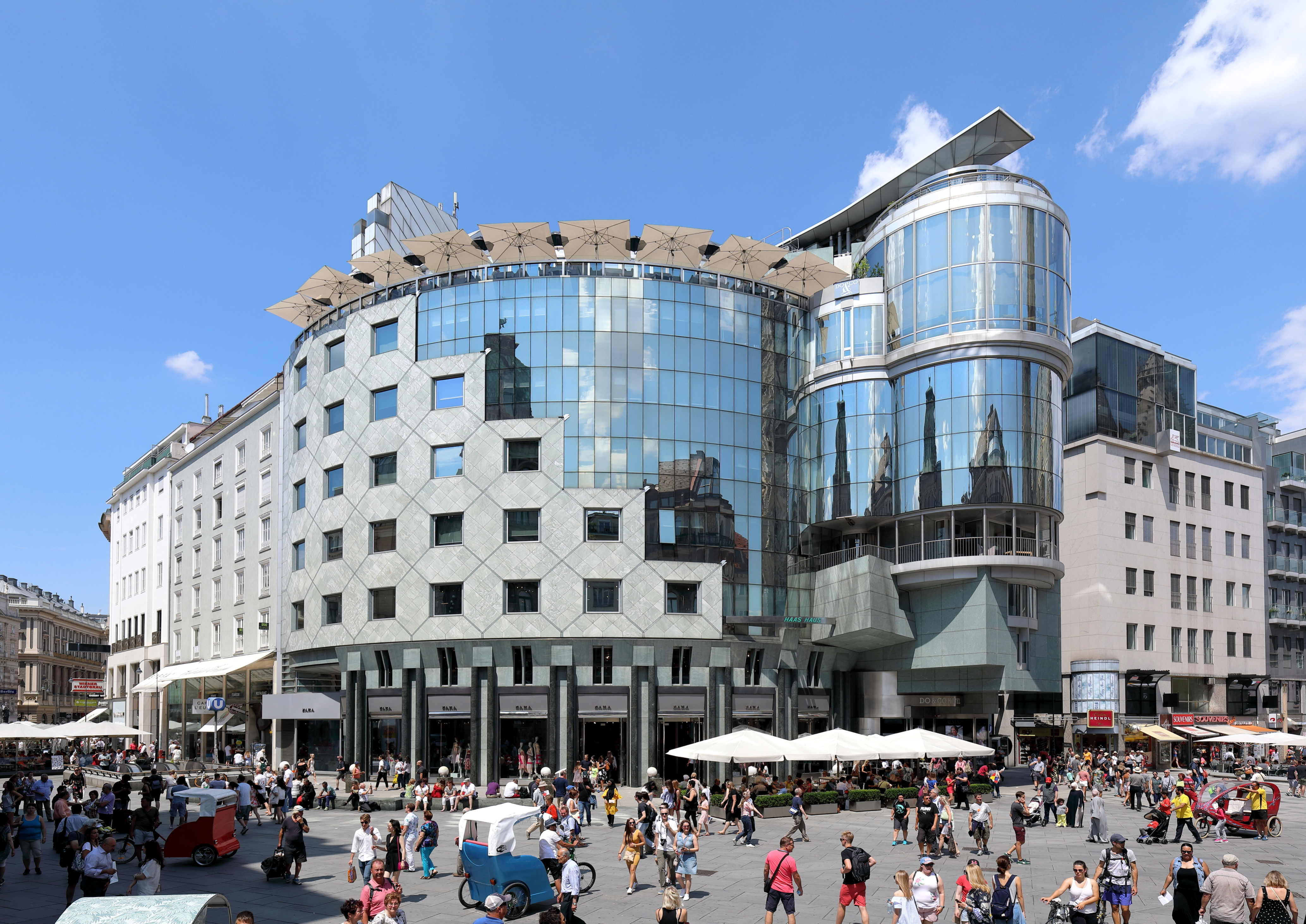

## روابط خارجية
- هانس هولاين على موقع الموسوعة البريطانية (الإنجليزية)
- هانس هولاين على موقع مونزينجر (الألمانية)